# Palacio del Marqués de Lió

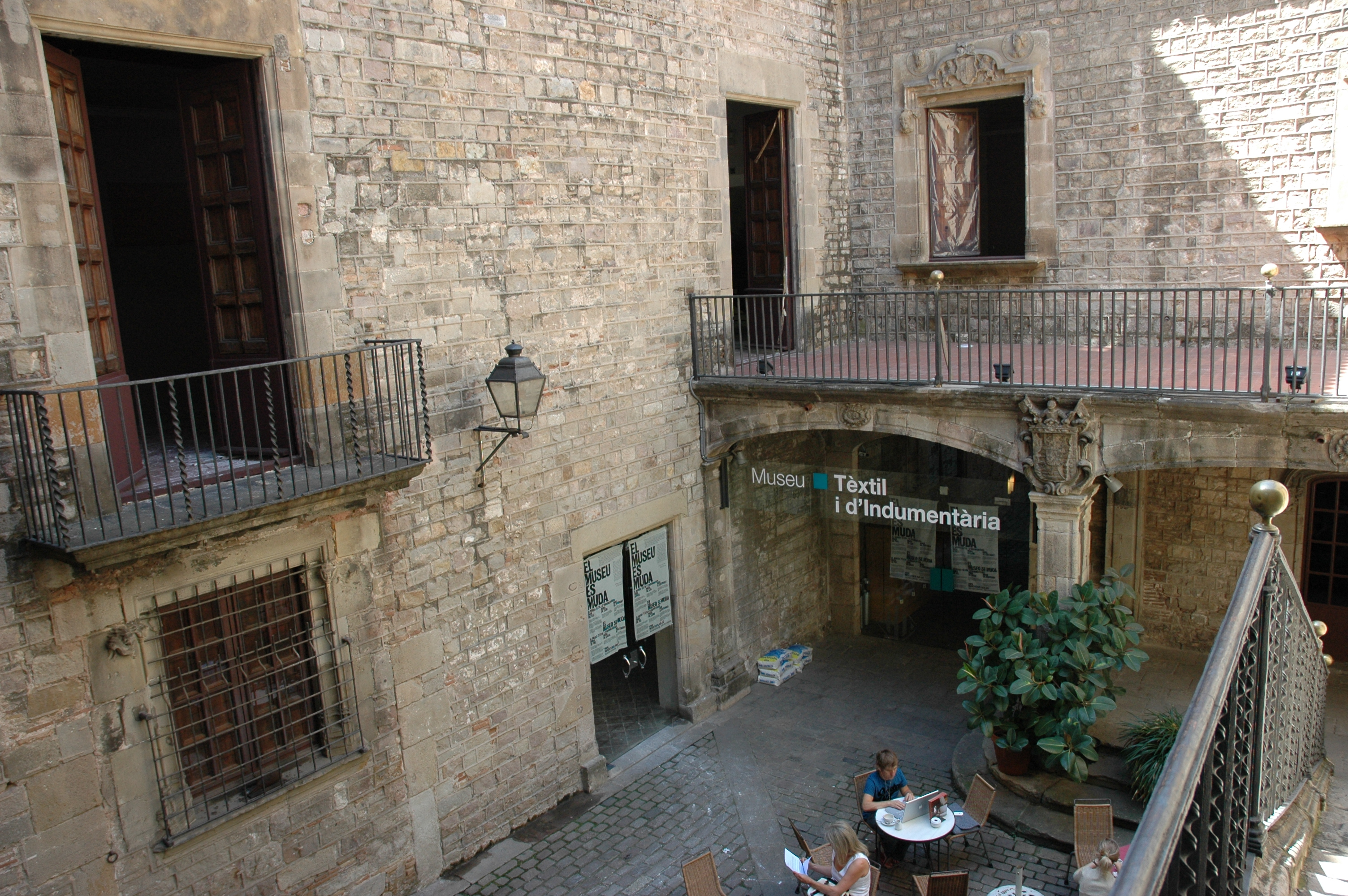
Entrada del Palacio

El palacio del Marqués de Lió, también llamado de Llió, es un edificio civil situado en el número 12 del calle de Montcada, al barrio de la Ribera de Barcelona. A lo largo de su historia ha sido la residencia de varias familias de la nobleza local, entre las que destaca la del Marqués de Lió, que hoy da nombre al edificio. Actualmente, es la sede del Museo de las Culturas del Mundo donde están expuestas las colecciones de arte de África, Oceanía, Asia, y América.

## Descripción y Cronología
El Palacio consta de planta baja y dos pisos y es el resultado de la fusión de dos fincas contiguas que se sitúan en la confluencia entre la calle de Montcada y el de la Barra de Hierro de Barcelona. Junto más septentrional de la fachada que da a la calle de Montcada, se puede apreciar la línea divisoria entre las dos estructuras arquitectónicas. Esta unión entre los dos edificios también se puede apreciar en el alero de la cubierta.
El edificio principal, que data del siglo XIII y tiene entrada por la calle de Montcada, se organiza arquitectónicamente alrededor de un patio central, desde el que se accede a la primera planta por una escalera noble, como era habitual en los palacios de la época. Existe un segundo patio, más pequeño, que se sitúa en el extremo norte del Palacio y corresponde a la finca anexa, originaria probablemente del siglo XVII y con entrada por chaflán entre la calle Montcada y el de la Barra de Hierro.
En el exterior, el Palacio cuenta con tres fachadas, una en la calle de Montcada, otra en la calle de la Barra de Hierro y una tercera ubicada en el chaflán entre ambas vías. En el extremo sur de la fachada de la calle Montcada se alza una torre de planta rectangular que sobresale un nivel por encima del resto del edificio. Se trata de un elemento característico en este tipo de edificaciones medievales.
El tejado no es homogénea sino que combina diferentes tipologías. En unas zonas hay cubierta de tejas de una o dos vertientes, mientras que en otros hay azoteas planas transitables.
A lo largo de los siglos, el Palacio ha experimentado sucesivas reformas, que han modificado el aspecto interior y exterior.

### FinalsigloXIII-sigloXV
Los paramentos correspondientes al edificio principal, visibles en la fachada de la calle de Montcada y en el patio central, indican que la estructura originaria de esta finca, incluida la torre, se alzó durante la segunda mitad del siglo XIII.
Aproximadamente a finales del siglo XIV, el edificio fue reformado totalmente:
- Se pusieron bíforas en la fachada.
- Se redujo la anchura del patio central con la construcción de un cuerpo nuevo en el extremo derecho, haciendo desaparecer el pórtico del edificio original. Todavía hoy se pueden observar tres arcos ciegos, construidos con dovelas de piedra, que corresponden al antiguo pórtico.
- Se remodeló la galería porticada que se abría al patio desde la segunda planta, reduciendo su longitud para ajustarla a las nuevas dimensiones del patio.
- Se construyeron los dos techos forjados de madera (también llamados artesonados) que se encuentran en la primera planta. Son de una calidad artística destacable y gran valor documental porque permiten conocer el programa decorativo de las residencias privadas barcelonesas de la Baja Edad Media. Se trata de los pocos artesonados de esta época que se conservan en Barcelona.[1]

### sigloXVI
Durante el siglo XVI se continuó con la remodelación del Palau, pero actualmente quedan pocos testimonios de aquellas obras. Se conservan de este período tres ventanas de la planta baja. Dos se sitúan en el interior del patio central, y la tercera, que está decorada con dos ménsulas de piedra, se encuentra en la fachada de la calle de Montcada, a la derecha de la puerta de acceso.

### sigloXVII
En los años 1537, 1587 y 1604 se realizaron varias compras de inmuebles que permitieron a los propietarios ampliar las dimensiones de la parcela original. Parece que durante la segunda mitad del siglo XVII, se ejecutaron reformas con el objetivo de unificar progresivamente las propiedades adquiridas y acabar constituyendo un solo edificio.
Datan de este período barroco:
- El cuerpo ubicado en el extremo noreste del patio central, construido aprovechando las paredes medievales anteriores. En la planta baja se creó una sala con cuatro bóvedas realizadas con ladrillo, que se apoyan en una columna central. En la primera planta, se hizo una gran sala de doble nivel, destinada a acoger las recepciones, bailes y banquetes, que escenificaba arquitectónicamente la importancia social de los propietarios del palacio, como era costumbre en aquella época.[3]
- El cuerpo ubicado en el extremo norte del patio central, construido para crear una terraza que facilitara el paso de la gran sala del primer piso hacia el lado occidental de la finca, sin tener que pasar por la planta baja. Debajo de esta terraza se encuentra una sala con techo de bóvedas corridas, con la disposición de ladrillos a sardinel.
- Tres ventanas con balcón, situadas en la primera planta, y tres ventanas sencillas, una situada en la planta baja y las otras dos situadas en la segunda planta. Todas con apertura hacia la calle de Montcada.
- La ventana con balcón situada en la fachada de la calle de la Barra de Hierro.

### sigloXVIII
En el año 1705, la finca fue adquirida por José de Mora i Cirera, padre del primer Marqués de Lió. Entre los años 1706 y 1716, los Mora realizaron obras de reforma muy importantes sobre las antiguas edificaciones góticas y siete-novecentista, que transformaron el Palacio a nivel estructural.
Destacan las siguientes remodelaciones:
- Se construyó la escalera monumental que comunica el patio central con el primer piso.
- Se transformaron el portal de acceso al patio, desde la calle de Montcada, y el portal de acceso a la primera planta, situado al final de la escalera monumental.
- Se levantó un piso en la zona donde antes estaba la antigua terraza barroca que comunicaba la sala de las recepciones con el extremo occidental del Palacio. En este espacio se construyó también una terraza a nivel del primer piso, más estrecha que la anterior, que se apoya sobre dos tramos de bóveda sostenidos por una pilastra decorada.
- Se construyó el chaflán en la confluencia de las calles de Montcada y la Barra de Hierro (se cree que inicialmente, esta fachada no existía y el edificio terminaba en ángulo recto). El tipo de menaje empleado en la nueva fachada, destaca notablemente respecto al de las otras dos fachadas, más antiguas.
- Se ocultaron los artesonados medievales tras un falso techo de encañado y yeso.[5]

### 1955-1959
En 1955, el Ayuntamiento de Barcelona adquirió el Palacio. Entre los años 1955 y 1959, el arquitecto municipal Adolfo Florensa llevó a cabo una primera restauración del edificio durante la cual se descubrieron los artesonados medievales, que hasta entonces habían permanecido ocultos tras un falso techo. Florensa siguió un criterio historicista, dando prioridad al pasado medieval en detrimento del acabado barroco, aunque este último era mayoritario en la finca.
Esta primera restauración supuso modificaciones en la fachada de la calle de Montcada:
- Se eliminaron una puerta y dos de las portadas principales del Palacio, que se sustituyeron por ventanas de estilo medieval.
- Se abrió una ventana bífora, rehaciendo los capiteles, los fustes y las bases de los parteluces.

### 1964-1969
En los años sesenta el Ayuntamiento de Barcelona decidió convertir el Palacio en la sede del Museo Textil y de Indumentaria. Para adaptarlo a este nuevo uso, se sometió a una segunda remodelación.

### 2010-2015
Tras casi 5 años de restauración y remodelación, en febrero de 2015 se inaugura como la segunda sede del Museo Etnológico y de Culturas del Mundo donde se albergan las colecciones de arte no europeo.
Las obras afectaron principalmente al interior del edificio:
- Se remontó un piso en el cuerpo que cierra el patio desde el extremo situado al inicio de la escalera monumental y se construyó una galería porticada en su planta superior. Se trata de una construcción contemporánea sin testigos de referencia, que quiere imitar un pórtico medieval. En el interior, se construyeron dos puertas medievales adinteladas, que comunican los extremos de galería con los edificios vecinos.[7]
- Se eliminó la puerta barroca del lado sur de la fachada de la calle de Montcada y se sustituyó por una ventana.
- Se dotaron las estancias interiores de nuevos enyesados, pinturas y pavimentos.
- Se construyó una nueva escalera para comunicar las diferentes plantas del museo.
- Se construyeron nuevas paredes, forjados y aberturas para configurar las nuevas salas de exposición.
- Se reconstruyó el pavimento y el techo de la gran sala del primer piso.
- Se rehízo la solana que da a la calle de Montcada, situada en el segundo piso.

## Marqués de Lió
El título de Marqués de Lió fue concedido por Luis XV de Francia a José Francisco de Mora y Catà el año 1749. Posteriormente, el 21 de enero de 1752, se convirtió en título nobiliario español bajo la monarquía de Fernando VI.
José Francisco de Mora y Catà fue un historiógrafo y heraldista nacido en Barcelona en 1694 y fallecido en esta misma ciudad en 1762, hijo de José de Mora y Cirera y Francesca Catà y Vinyola. Estudió retórica, poesía, matemáticas y filosofía en Barcelona y completó su formación viajando a las principales capitales de Europa.
En marzo de 1729 se convirtió en uno de los socios fundadores de la Academia de Buenas Letras de Barcelona. y el año 1747 asumió el cargo de vicepresidente y director efectivo de esta institución.
El 27 de enero de 1752 consiguió que Fernando VI aprobara los estatutos de la Academia. Al año siguiente, en 1753, leyó un trabajo sobre interpretación de manuscritos, que posteriormente amplió con la obra Observaciones sobre los PRINCIPIOS elementales de la historia, alabada por el erudito Marcelino Menéndez Pelayo y publicada en 1756 en el Volumen 1  de las memorias de la Academia.